# Gauklerblumengewächse
Die Gauklerblumengewächse (Phrymaceae) sind eine Pflanzenfamilie in der Ordnung der Lippenblütlerartigen (Lamiales). Wenige Arten werden als Zierpflanzen verwendet.

## Beschreibung

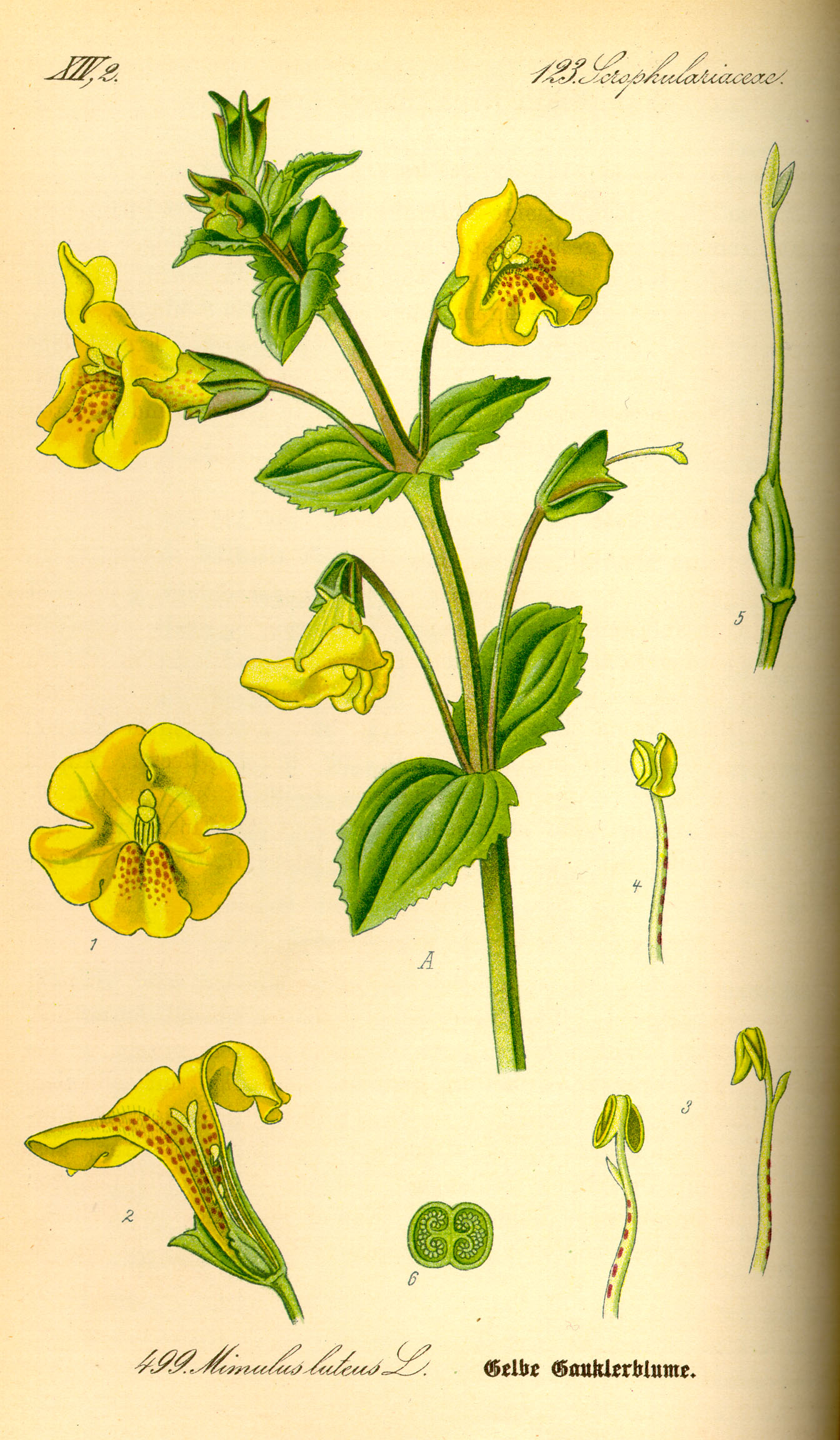
Illustration von Mimulus guttatus in: Otto Wilhelm Thomé: Flora von Deutschland, Österreich und der Schweiz, Gera (1885)

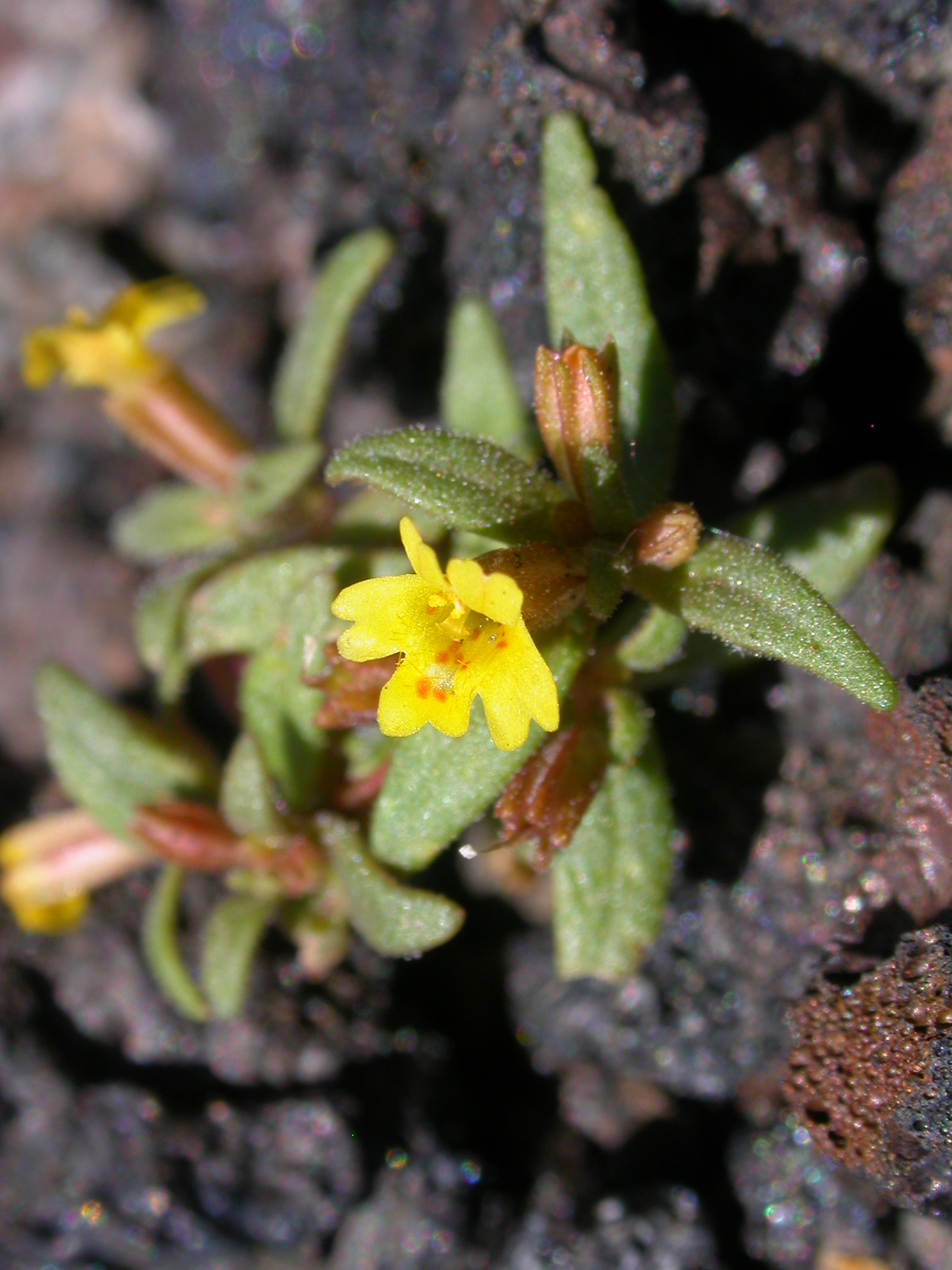
Erythranthe suksdorfii

### Habitus und Blätter
Bei den meisten Arten handelt sich um einjährige bis ausdauernde krautige Pflanzen. Nur wenige Arten sind Halbsträucher, die eine verholzte Basis haben. Viele Arten bilden Rhizome als Überdauerungsorgane. Die australischen Glossostigma-Arten sind kaum größer als Wasserlinsen (Lemna). Die oberirdischen Pflanzenteile können kahl oder drüsig behaart sein. Die Laubblätter sind gegenständig.

### Blütenstand und Blüten
Die Blüten stehen seiten- oder endständig, einzeln oder in traubigen Blütenständen.
Die zwittrigen, zygomorphen Blüten sind meist fünfzählig. Die grünen Kelchblätter sind röhrig verwachsen und haltbar. Die Kronblätter sind röhrig bis glockenförmig verwachsen und die Kronröhre endet in zwei Kronlippen. Es sind meist vier (selten zwei) Staubblätter vorhanden. Meist zwei Fruchtblätter sind zu einem oberständigen Fruchtknoten verwachsen. Die Narbe ist meist breit-zweilappig, selten nur zweispaltig oder einfach.

### Früchte und Samen
Es werden Kapselfrüchte gebildet, die winzige Samen enthalten.

### Chromosomensätze
Die Chromosomengrundzahl beträgt n = 7-12, 14-16, 22 etc.

## Systematik und Verbreitung

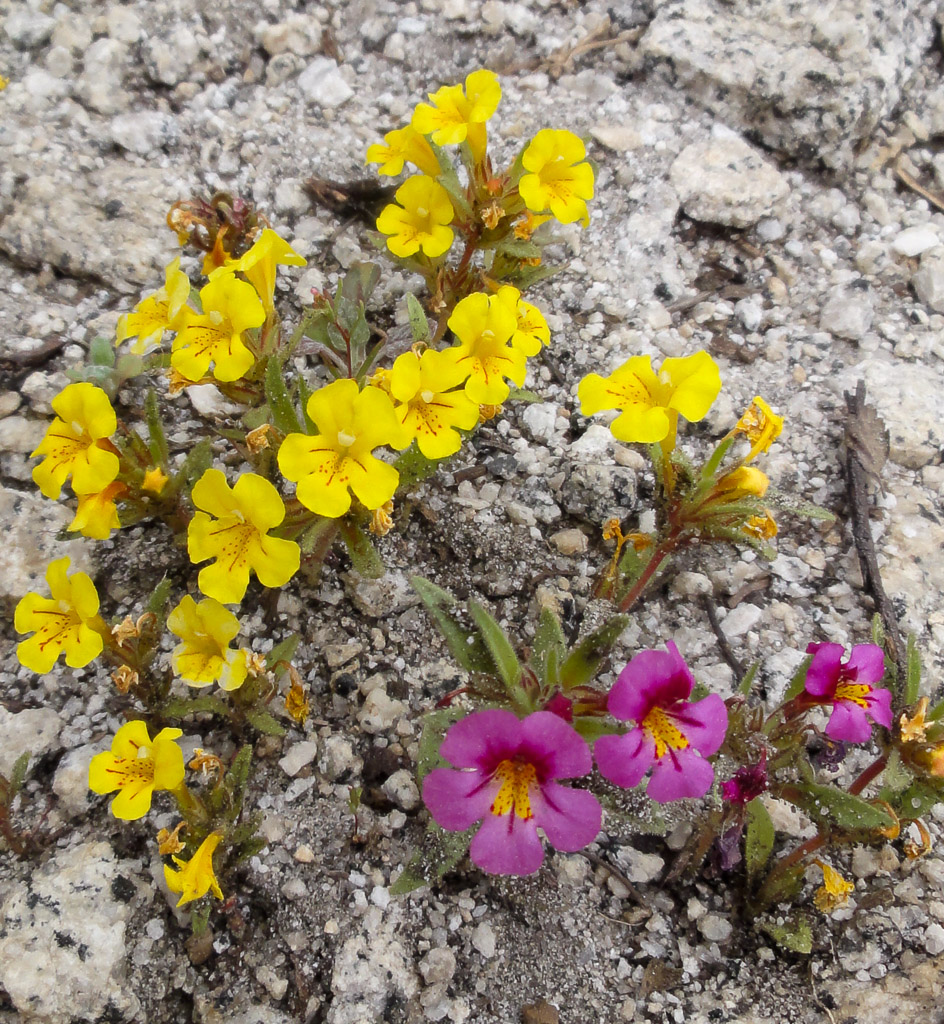
Diplacus mephiticus

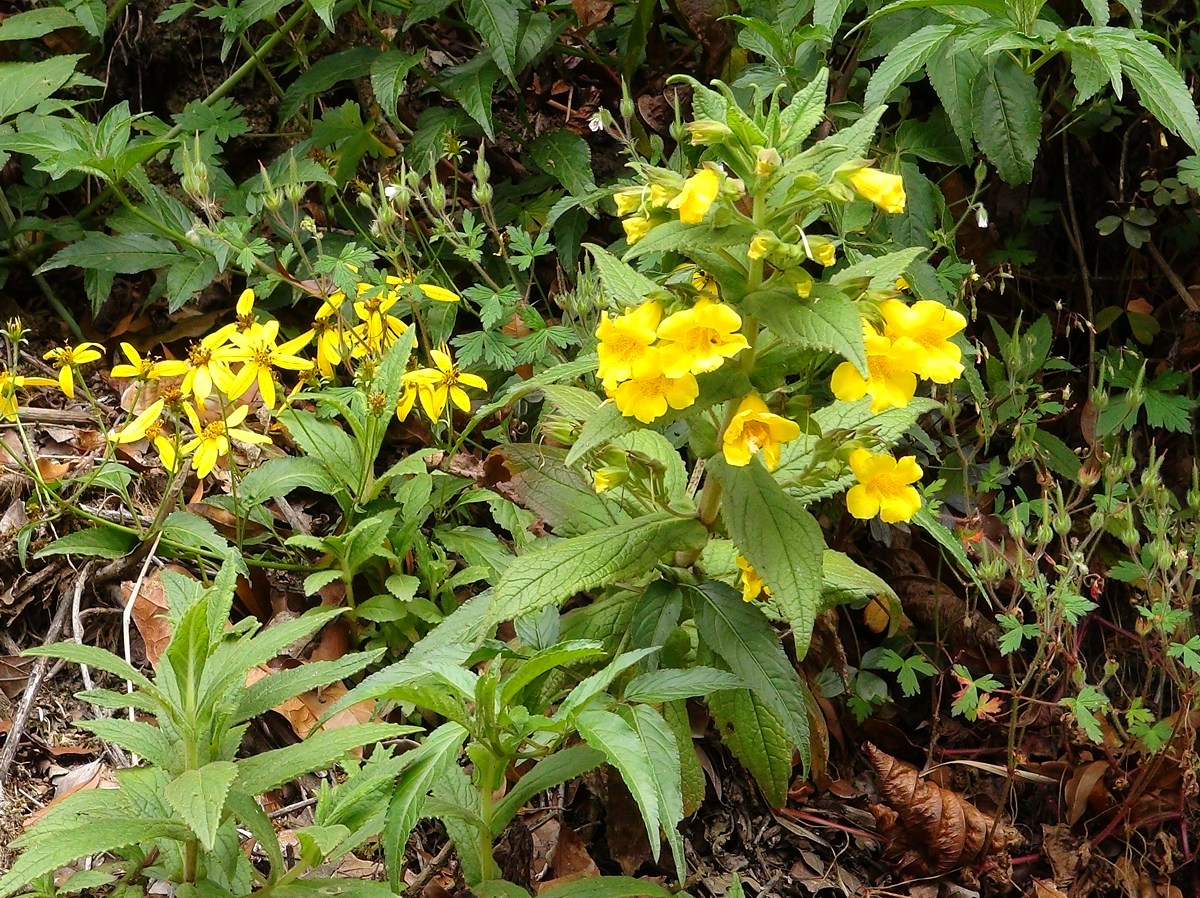
Hemichaena fruticosa

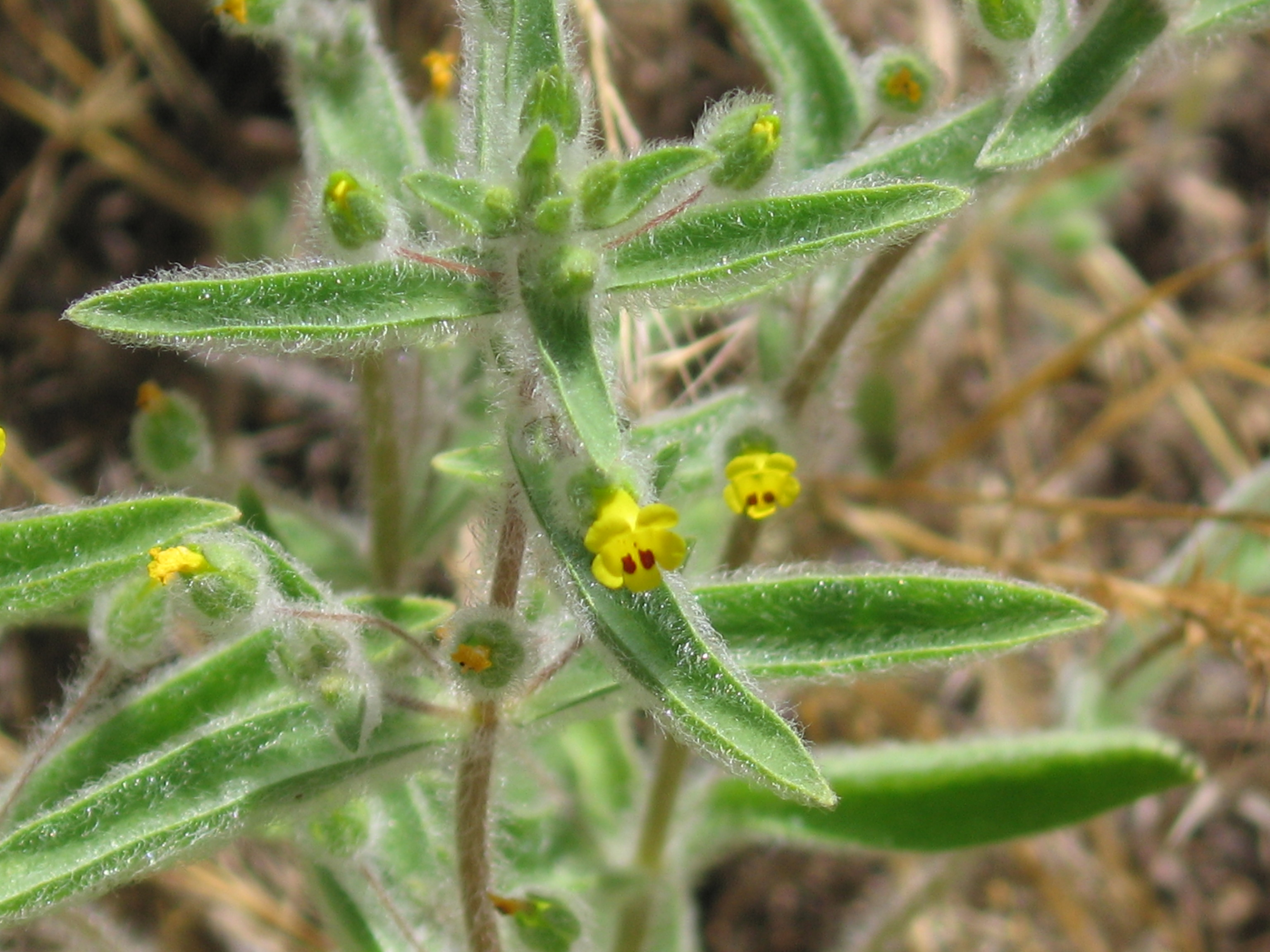
Mimetanthe pilosa

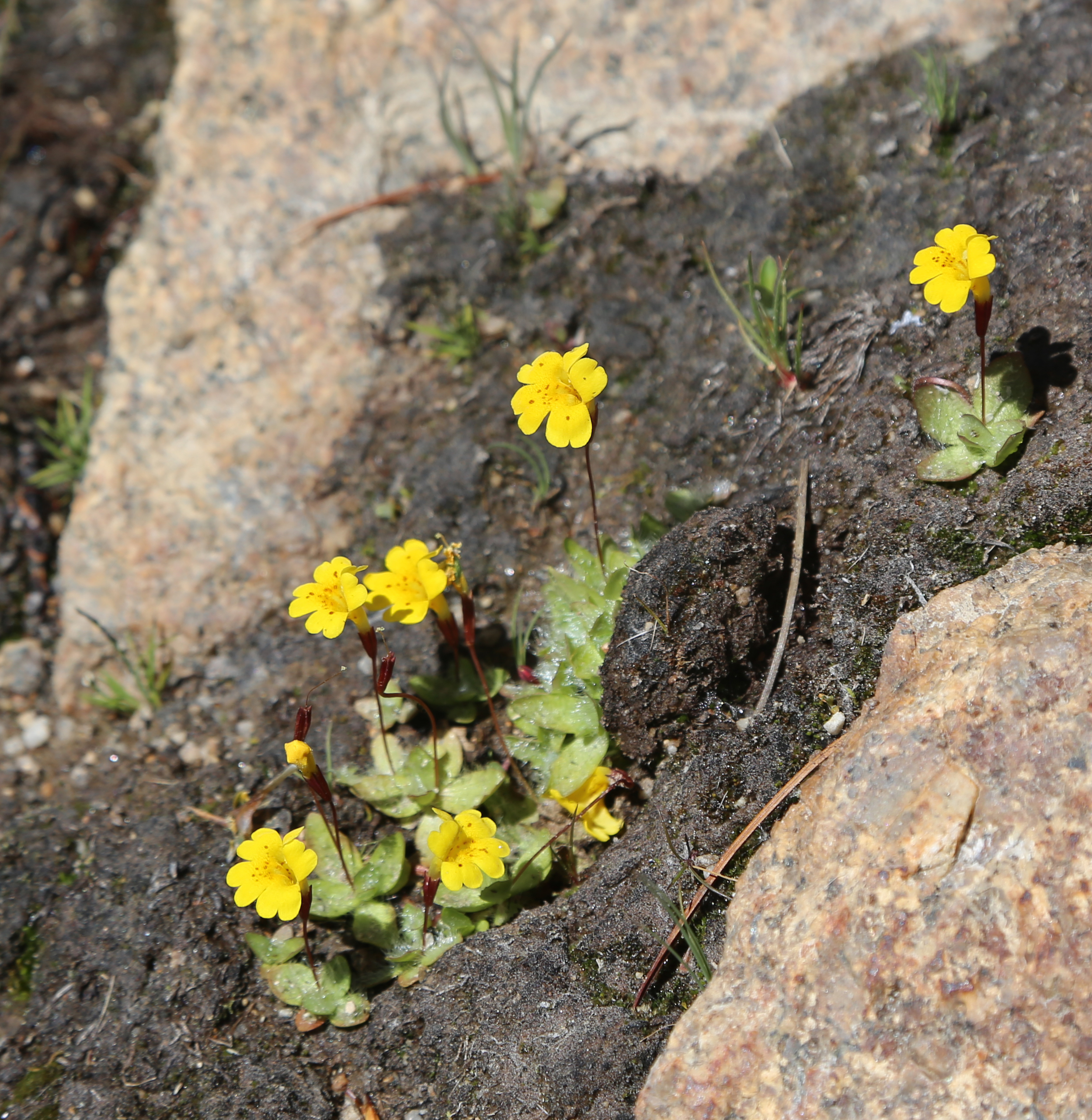
Mimulus primuloides

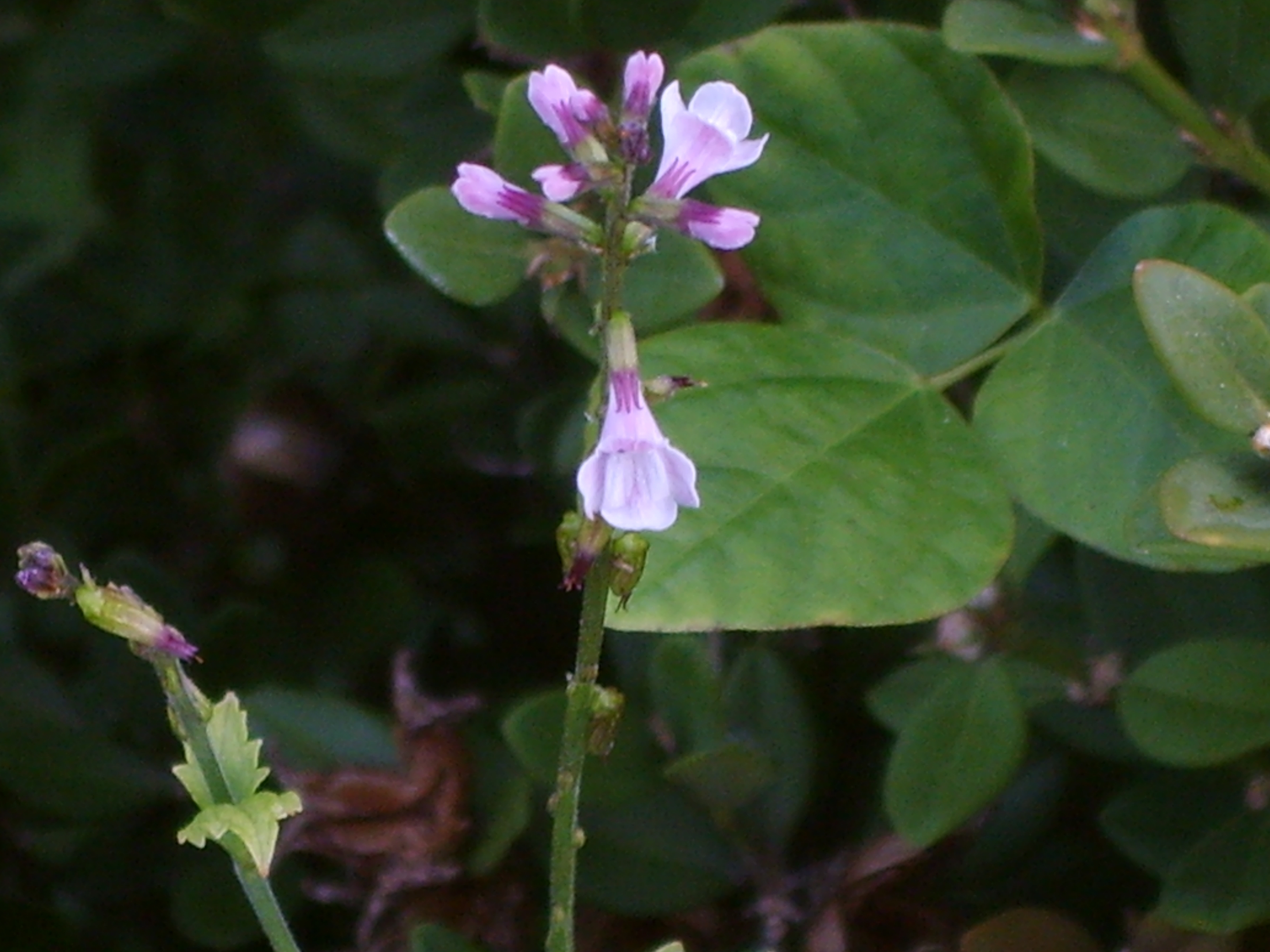
Phryma leptostachya

Die Familie Phrymaceae wurde 1847 durch Johannes Conrad Schauer in dem von Augustin-Pyrame de Candolle begonnenen Werk Prodromus Systematis Naturalis Regni Vegetabilis, Band 11, S. 520 aufgestellt. Die Typusgattung ist Phryma L., sie war früher die einzige Gattung der Familie Phrymaceae.
Die Gattungen, die auf Grund molekulargenetischer Daten in diesem Jahrhundert in dieser Familie eingeordnet wurden, rechneten Systematiker früher zur Familie der Braunwurzgewächse (Scrophulariaceae). Die Daten reichen noch nicht aus, um die Monophylie der Familie Phrymaceae zu sichern. Einige Gattungen gehören vielleicht zu den Linderniaceae. Kontrovers diskutiert wurde, ob die Gattungen Dodartia, Lancea und Mazus in einer Unterfamilie Mazoideae oder gar eigenen Familie Mazaceae Reveal stehen. In diesem Jahrhundert wurden mehrere Gattungen in ihrem Umfang neu gegliedert.
Die Familie Phrymaceae ist mehr oder weniger weltweit vertreten. Die Familie hat zwei Diversitätszentren im gemäßigten Klimabereich und westlichen Bereich Nordamerikas und in Australien. Nur wenige Arten gibt es in den feuchten Tropen. Einige Arten findet man auch im östlichen Nordamerika, in Südamerika, in Ost- und Südasien oder in Südafrika. In Mitteleuropa sind zwei Mimulus-Arten eingebürgert (Neophyten).
Die Familie Phrymaceae enthält 13 (bis zu 21) Gattungen mit etwa 188 (bis zu 234) Arten:
- Bryodes Benth. (gehört vielleicht zu Linderniaceae[3]): Die ein bis drei Arten kommen auf den Maskarenen und in Madagaskar vor.
- Bythophyton Hook. f.: Sie enthält nur eine Art:
  - Bythophyton indicum (Hook. f. & Thomson) Hook. f.: Diese untergetauchte Wasserpflanze ist in der Indomalaiischen Region verbreitet.
- Dintera Stapf: Sie enthält nur eine Art:
  - Dintera pterocaulis Stapf: Sie ist im tropischen Afrika verbreitet.
- Diplacus Nutt. (Syn.: Eunanus Benth., Mimulus sect. Diplacus (Nutt.) Benth. & Hook. f., Mimulus subg. Schizoplacus A.L.Grant): Sie wurde früher auch zu Mimulus gestellt und enthält etwa 46 Arten.[4]
- Elacholoma F.Muell. & Tate: Die seit 2012 zwei Arten kommen in Australien vor:[4]
- Encopella Pennell (Syn.: Encopa Griseb.): Sie enthält nur eine Art:
  - Encopella tenuifolia (Griseb.) Pennell: Sie kommt nur in Kuba vor.
- Erythranthe Spach (Sie wurde früher auch zu Mimulus gestellt): Sie hat früher etwa 12 Arten enthalten, seit 2012 gehören 111 Arten in diese Gattung.[4]
- Glossostigma Wight & Arn. (Syn.: Tricholoma Benth.): Die etwa fünf Arten kommen in Indien, Australien und Neuseeland vor.[4]
- Hemichaena Benth. (Syn.: Berendtia A.Gray, Berendtiella Wettstein): Die etwa fünf Arten sind in Zentralamerika verbreitet.[4]
- Leucocarpus D.Don: Sie enthält nur eine Art:[4]
  - Leucocarpus perfoliatus (Kunth) Benth.: Sie ist in der Neotropis verbreitet.
- Microcarpaea R.Br.: Es gibt nur zwei Arten:[4]
  - Microcarpaea agonis A.R.Bean: Sie kommt nur im australischen Bundesstaat Queensland vor. Sie wurde 1997 erstbeschrieben.[4]
  - Microcarpaea minima (K.D.Koenig ex Retz.) Merr.: Sie ist von Ostasien bis zu Inseln im Pazifik verbreitet. Sie gedeiht an sumpfigen Standorten.
- Mimetanthe Greene: Sie enthält nur eine Art:[4]
  - Mimetanthe pilosa (Benth.) Greene: Sie kommt in Nordamerika vor.[6]
- Gauklerblumen[7] (Mimulus L., Syn.: Cynorrhynchium J.Mitchell, Monavia Adanson): Die je nach Autor 7[4] oder 150 bis 170 Arten ursprünglich in der Neuen Welt, Asien und Südafrika verbreitet. Drei Arten sind in Europa Neophyten.[6]
- Peplidium Delile: Die etwa vier Arten[4] sind in Asien, Afrika und Australien verbreitet.
- Phryma L.: Sie enthält nur eine Art:[4]
  - Phryma leptostachya L.:[4] Sie ist sehr weit verbreitet in Nordamerika, Ostsibirien, Japan, Korea, China, Nepal, Indien und im westlichen Pakistan.
- Psammetes Hepper: Sie enthält nur eine Art:
  - Psammetes madagascariensis (Bonati) Eb. Fisch. & Hepper: Sie kommt in Madagaskar und Nigeria vor.
- Thyridia W. R. Barker & Beardsley: Diese 2012 aufgestellte Gattung enthält nur eine Art:[4]
  - Thyridia repens (R.Br.) W.R.Barker & Beardsley (Syn.: Mimulus repens R.Br.): Sie kommt in Australien und Neuseeland vor.[4]
- Uvedalia R.Br. (früher in Mimulus): Die nur noch zwei Arten kommen in Australien, Timor und vielleicht Papua-Neuguinea vor.[4]

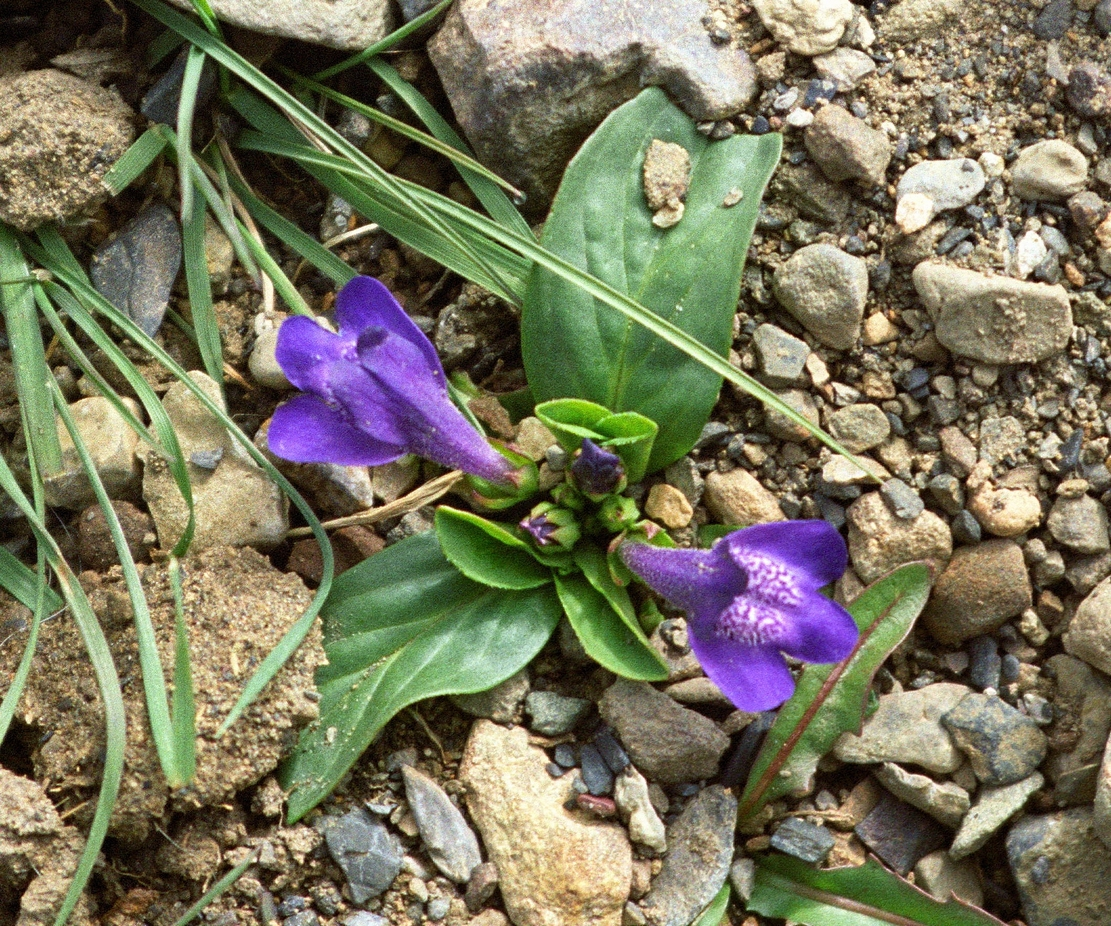
Lancea tibetica

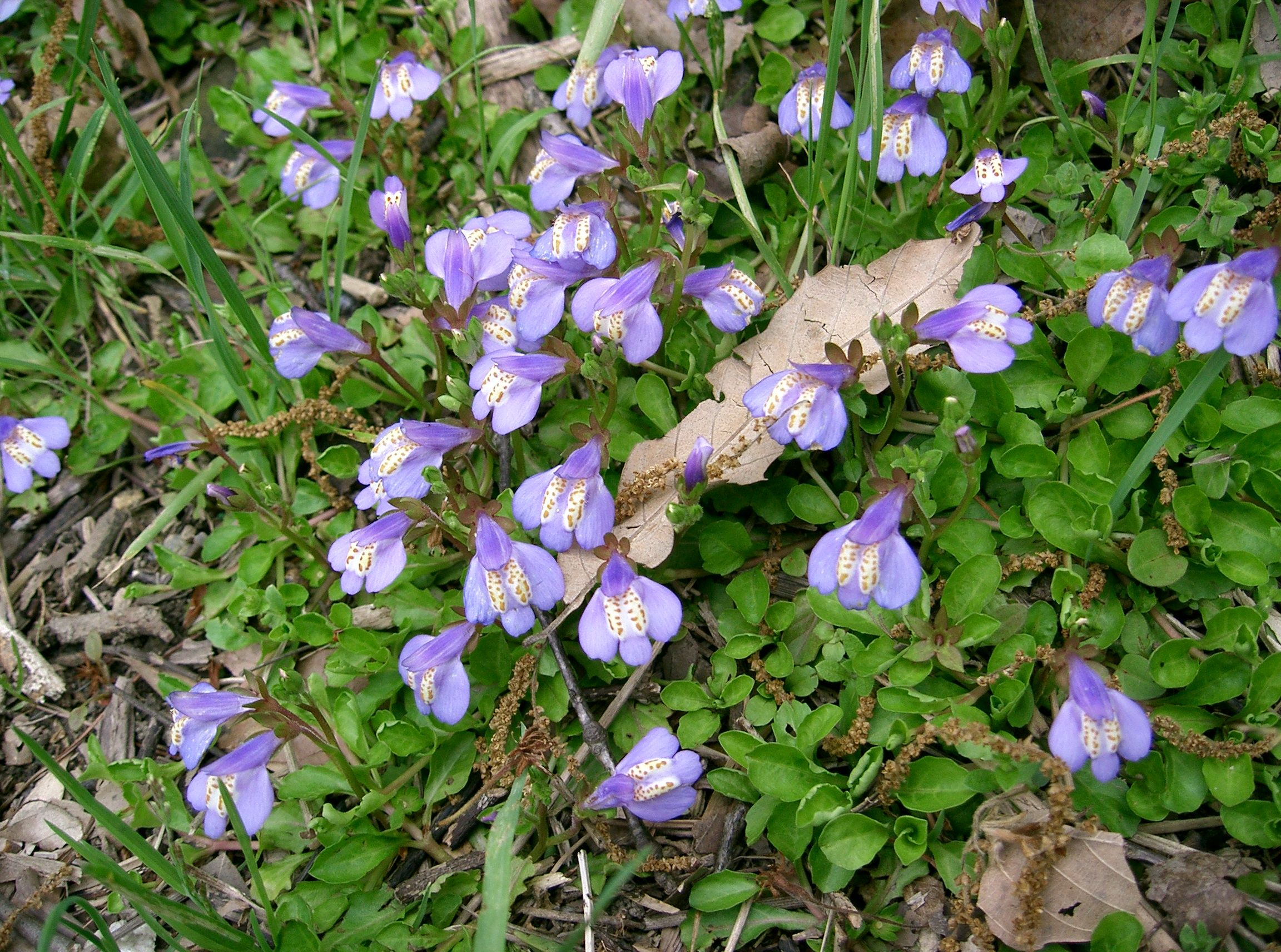
Mazus miquelii

In die 2011 neu aufgestellte Familie Mazaceae Reveal werden drei Gattungen, die davor zur Familie Phrymaceae gehörten eingeordnet:
- Dodartia L.: Sie enthält nur eine Art:
  - Dodartia orientalis L.: Sie ist im südlichen Russland, Kasachstan und in Südwestasien bis Zentralasien verbreitet.
- Lancea Hook. f. & Thomson: Die nur zwei Arten[4] kommen in Indien, Bhutan, Sikkim, in der Mongolei und in China vor.
- Mazus Lour.: Die 25 bis 30 Arten[4] sind ursprünglich in Asien, Australien und Neuseeland verbreitet. Einzelne Arten sind in Nordamerika, Jamaika und Schottland Neophyten.[6]